# کارل شیپ مارول
کارل شیپ مارول (انگلیسی: Carl Shipp Marvel؛ ۱۱ سپتامبر ۱۸۹۴ – ۴ ژانویه ۱۹۸۸) یک دانشمند در زمینه شیمی اهل ایالات متحده آمریکا بود. وی همچنین برنده جوایزی همچون نشان ملی علوم شده است.